# Sue Monk Kidd
Sue Monk Kidd (Sylvester, 1948. augusztus 12. –) a Georgia állambeli Sylvesterben élő amerikai írónő, aki leginkább A méhek titkos élete és Szárnyak nélkül szabadon című regényeiről ismert.

## Fiatalkora és tanulmányai
A georgiai Sylvesterben született és nőtt fel. 1970-ben végzett a Texas Christian Egyetemen, ahol ápolói diplomát szerzett. Ápolási oktatóként dolgozott a Medical College of Georgia-ban.
Kiddre Thomas Merton írásai voltak hatással. Kreatív írás kurzusokat vett az Emory Egyetemen, az Anderson Egyetemen, valamint tanult Sewanee-ben és a Middlebury Bread Loaf Writers' Conference-en.

## Pályafutása
Az írással akkor kezdett el foglalkozni, amikor egy tanórán írt személyes esszét a Guideposts című lapban publikáltak, majd a Reader's Digestben újranyomtatták. Ezt követően a Guideposts munkatársa lett.
Első három könyve spirituális emlékirat volt, amelyekben a kontemplatív kereszténységben szerzett tapasztalatait írta le, az utolsó pedig a hagyományos kereszténységtől a feminista teológiáig vezető útjának történetét meséli el. Isten örömteli meglepetése: Szeretetre találni (God's Joyful Surprise: Finding Yourself Loved, Harper San Francisco, 1988) című könyvének középpontjában a tökéletesség reménytelen keresésének elhagyása és annak elfogadása áll, hogy az embert úgy szeretik, ahogy van. Amikor a szív várakozik: Az élet szent kérdéseire való lelki útmutatás (When the Heart Waits: Spiritual Direction for Life's Sacred Questions, Harper San Francisco, 1990) fájdalmas kapuzárási válságáról mesél. Végül az A disszidens lány tánca: Egy nő útja a keresztény hagyománytól a szent nőiségig (The Dance of the Dissident Daughter: A Woman's Journey from Christian Tradition to the Sacred Feminine, Harper San Francisco, 1996) című könyvében a női spiritualitással való találkozását tárgyalta.
Első regénye, A méhek titkos élete (2002) az 1964-es amerikai polgárjogi mozgalom idején játszódik, egy fehér lány történetét meséli el, aki elszökik otthonról, hogy egy fekete nővel éljen, aki most már független méhészként és mézkészítőként dolgozik több testvérével együtt. A művet New Yorkban díjnyertes színdarabként adaptálták, és a Broadwayn kívül az Atlantic Theaterben debütált. A regényből a Fox Searchlight azonos című filmet is készített, Dakota Fanning, Queen Latifah, Jennifer Hudson, Alicia Keys és Sophie Okonedo főszereplésével. A méhek titkos élete című film a 35. alkalommal megrendezett díjátadón két People's Choice-díjat is elnyert: a legjobb filmdráma és a legjobb független film díját.
Második regénye, a A sellő legendája (The Mermaid Chair, 2005) elnyerte a 2005-ös Quill Award for General Fiction díjat. A történet egy nőről szól, aki hazatérve egy Dél-Karolina partjainál fekvő szigetre, vonzódni kezd egy bencés szerzeteshez, aki csak néhány hónapra van attól, hogy letegye végső fogadalmát. A cím a kolostorban lévő, sellőkkel faragott székre utal, amelyet egy szent nőnek szenteltek, aki állítólag megtérése előtt sellő volt, és aki a sziget védőszentje. A művet 2006-ban azonos című Lifetime-filmként adaptálták, a főszerepben Kim Basinger és Bruce Greenwood.
2006-ban a Guideposts Books kiadónál megjelent a Firstlight, Kidd korai írásainak gyűjteménye keménykötésben; 2007-ben a Penguin kiadónál jelent meg papírkötésben.
Miután lányával, Ann Kidd Taylorral elutazott Görögország, Törökország és Franciaország szent helyeihez, Kidd és Taylor közösen írták meg a Traveling with Pomegranates: A Mother-Daughter Story (Utazás gránátalmával: Egy anya-lánya történet) című memoárt. A könyv 2009-ben jelent meg a Viking kiadónál, és számos bestsellerlistán szerepelt, köztük a New York Times listáján, és több nyelven is megjelent.
2014-ben megjelent regénye, a The Invention of Wings (Szárnyak nélkül szabadon) az antebellum idején játszódik, és Sarah Grimké, a 19. századi abolicionista és a nők jogainak úttörője életén alapul. 2014-ben a regény a The New York Times bestsellerlistájának első helyén debütált, később pedig beválasztották az Oprah's Book Club 2.0-ba. Áprilisban Kidd megjelent egy interjúban Oprah-val az OWN Super Soul Sunday című epizódjában.
Kidd regénye, a Vágyak könyve (The Book of Longings) 2020. április 21-én jelent meg. Ez Ana, egy tanult nő fiktív történetét meséli el, aki feleségül megy Jézus Krisztushoz. Korábban kiváltságos élete nagyban megváltozik, és gyakran egyedül marad, miután Jézus megkezdi szolgálatát. D. G. Martin "gazdagító és kihívást jelentő olvasmánynak" nevezi a könyvet.

## Magánélete
Két gyermeke van, Bob és Ann. Élt Charlestonban és Mt. Pleasantben, Dél-Karolinában, Floridában. Jelenleg Észak-Karolinában él.

## Könyvei
- God's Joyful Surprise: Finding Yourself Loved, 1988
- When the Heart Waits: Spiritual Direction for Life's Sacred Questions, 1990
- The Dance of the Dissident Daughter: A Woman's Journey from Christian Tradition to the Sacred Feminine, 1996
- The Secret Life of Bees(wd) , 2002
- The Mermaid Chair(wd), 2005
- Firstlight: The Early Inspirational Writings of Sue Monk Kidd, 2006
- Traveling with Pomegranates: A Mother-Daughter Journey to the Sacred Places of Greece, Turkey and France (with Ann Kidd Taylor). Viking, 2009
- The Invention of Wings, 2014
- The Book of Longings, 2020

### Magyarul megjelent
- A méhek titkos élete (The Secret Life of Bees) – Tercium, Budapest, 2004 · ISBN 963845380x · Fordította: Barta Judit
- A sellő legendája (The Mermaid Chair) – Tercium, Budapest, 2007 · ISBN 9789639633315 · Fordította: Kovács Kristóf
- A méhek titkos élete; ford. Koncz Éva; in: Családregények; Reader's Digest, Budapest, 2008 (Reader's Digest sikerkönyvek)
- Szárnyak nélkül szabadon (The Invention of Wings) – Alexandra, Pécs, 2015 · ISBN 9789633575314 · Fordította: Csonka Ágnes
- Vágyak könyve (The Book of Longings) – XXI. Század, Budapest, 2022 (Kult könyvek) · ISBN 9789635680481 · Fordította: Csonka Ágnes

## Egyéb információk
- Honlapja
- Sue Monk Kidd az IMDb-n

## Fordítás
- Ez a szócikk részben vagy egészben  a   Sue Monk Kidd című angol Wikipédia-szócikk fordításán alapul.  Az eredeti cikk szerkesztőit annak laptörténete sorolja fel. Ez a jelzés csupán a megfogalmazás eredetét és a szerzői jogokat jelzi, nem szolgál a cikkben szereplő információk forrásmegjelöléseként.